# SK Pereczyn
SK Pereczyn (ukr. Спортивний клуб «Перечин», Sportywnyj Kłub "Pereczyn") – ukraiński klub piłkarski z siedzibą w Pereczynie, w obwodzie zakarpackim.

## Historia
Piłkarska drużyna SK Pereczyn została założona w miejscowości Pereczyn.
Zespół występował w mistrzostwach obwodu zakarpackiego.
W sezonie 2000/01 klub występował w Amatorskim Pucharu Ukrainy.
Dalej zespół kontynuował występy w rozgrywkach mistrzostw i Pucharu obwodu zakarpackiego.

## Sukcesy
- finalista Amatorskiego Pucharu Ukrainy:

2000/01

## Inne
- Zakarpattia Użhorod